# Juli 2014
Portal Geschichte | Portal Biografien | Aktuelle Ereignisse | Jahreskalender | Tagesartikel

◄ |
20. Jahrhundert |
21. Jahrhundert

◄ |
1980er |
1990er |
2000er |
2010er
| 2020er | 2030er | 2040er

◄ |
2010 |
2011 |
2012 |
2013 |
2014
| 2015 | 2016 | 2017 | 2018 | ►

◄ |
April 2014 |
Mai 2014 |
Juni 2014 |
Juli 2014 |
August 2014 |
September 2014 |
Oktober 2014 |
►
Dieser Artikel behandelt tagesbezogene Nachrichten und Ereignisse im Juli 2014.

## Tagesgeschehen

### Dienstag, 1. Juli 2014
- Rom/Italien: Italien übernimmt die EU-Ratspräsidentschaft für ein halbes Jahr.[1]
- Straßburg/Frankreich: Der Europäische Gerichtshof für Menschenrechte bestätigt das in Frankreich gesetzlich bestehende Verbot der Vollverschleierung, das Burkas und Niqabs in der Öffentlichkeit verbietet.[2]

### Mittwoch, 2. Juli 2014
- Accra/Ghana: Bei einer Konferenz in der ghanaischen Hauptstadt beraten elf afrikanische Gesundheitsminister über den Ausbruch von Ebola in Westafrika, der bei bisher 763 Infizierten in 468 Fällen tödlich endete.[3]
- La Paz/Bolivien: Der Nationalkongress in Bolivien beschließt, dass Kinderarbeit ab einem Alter von 10 Jahren erlaubt wird. Erforderlich wird eine Genehmigung der Kinder- und Jugendschutzbehörde, das Mindestalter für Beschäftigungsverhältnisse bleibt bei 14 Jahren. 850.000 arbeitende Kinder werden entkriminalisiert und erhalten die Rechte erwachsener Arbeitnehmer. Es wird erwartet, dass Präsident Evo Morales den Código Niña, Niño y Adolescente in Kraft setzt.[4][5]

### Donnerstag, 3. Juli 2014
- Riad/Saudi-Arabien: Saudi-Arabien verlegt 30.000 Soldaten in Richtung irakische Grenze nach einem Rückzug dortiger stationierter irakischer Soldaten, vor dem Hintergrund der anhaltenden Kämpfe zwischen Regierungstruppen und dem kürzlich ausgerufenen Islamischen Staat.[6]

### Freitag, 4. Juli 2014
- Dakar/Senegal: Nach enttäuschend verlaufenen Lokalwahlen wird Premierministerin Aminata Touré (Alliance for the Republic) von innerparteilichen Kräften zum Rücktritt gezwungen. Ihre Amtszeit währte lediglich neun Monate.[7]

### Samstag, 5. Juli 2014
- London/Vereinigtes Königreich: Die Tschechin Petra Kvitová gewinnt das Damen-Einzel-Turnier der Wimbledon Championships im Tennis gegen die Kanadierin Eugenie Bouchard.[8]
- Slowjansk/Ukraine: Regierungstruppen erobern Slowjansk zurück. Die Stadt galt als Zentrum prorussischer Proteste und war seit Mitte April unter der Kontrolle von Separatisten.[9]

### Sonntag, 6. Juli 2014
- Klagenfurt/Österreich: Der deutsch-österreichische Autor Tex Rubinowitz wird mit dem Ingeborg-Bachmann-Preis ausgezeichnet.[10]
- London/Vereinigtes Königreich: Der Serbe Novak Đoković gewinnt das Herren-Einzel-Turnier der Wimbledon Championships im Tennis gegen Roger Federer aus der Schweiz in fünf Sätzen.[11]

### Montag, 7. Juli 2014
- Mexiko-Stadt/Mexiko: Ein schweres Erdbeben der Magnitude 6,9 erschüttert die Region um den Süden Mexikos und Guatemala. Neben vielen Sachschäden kommen vier Personen um.[12]

### Dienstag, 8. Juli 2014

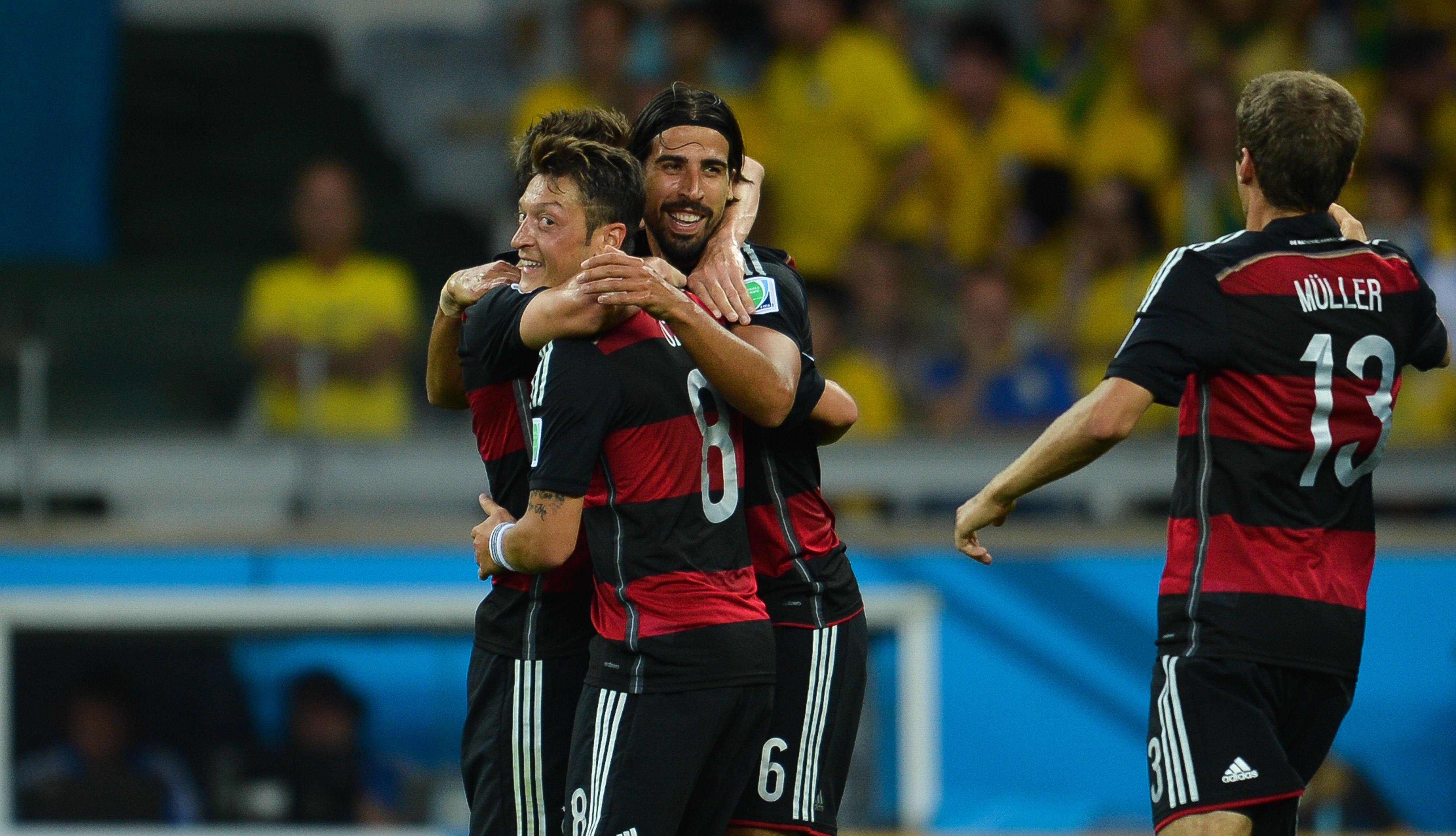
5:0 für Deutschland nach 29 Minuten

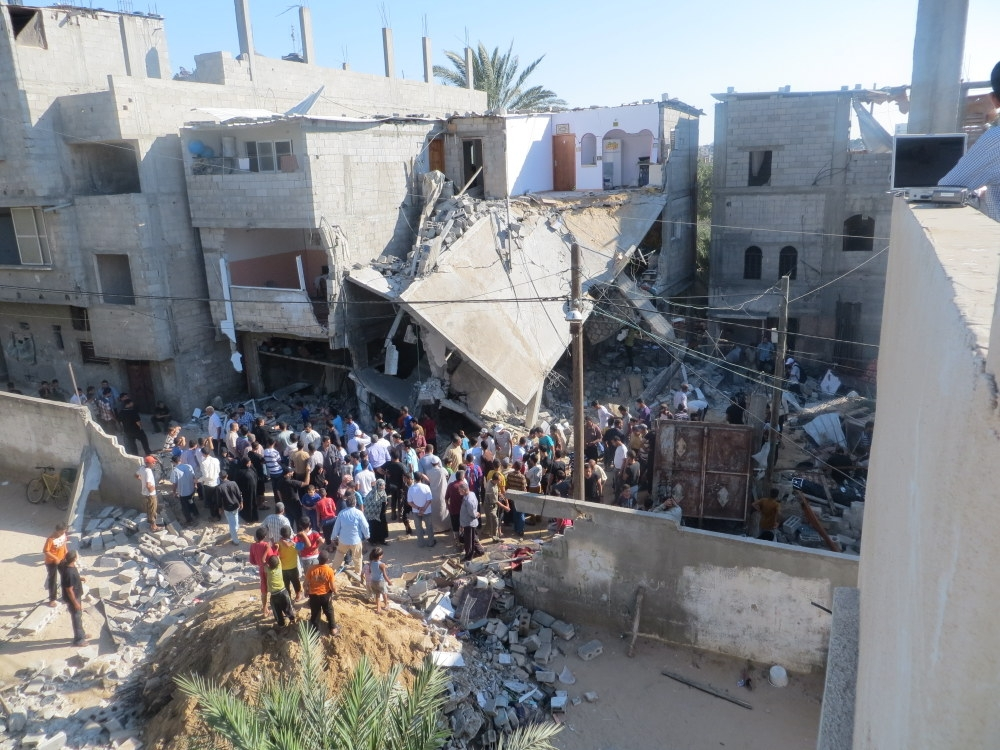
Auswirkungen der israelischen Operation „Protective Edge“ im Gazastreifen

- Belo Horizonte/Brasilien: Die deutsche Fußballnationalmannschaft besiegt im Halbfinale der Fußball-Weltmeisterschaft den Gastgeber Brasilien im Mineiraço (deutsch Schock von Mineirão) mit 7:1 und zieht somit ins Finale am 13. Juli in Rio de Janeiro ein. Es ist der höchste Halbfinalsieg in der Geschichte der Fußball-WM.[13]
- Gazastreifen/Palästinensische Autonomiegebiete: Die israelischen Verteidigungsstreitkräfte beginnen die Operation Protective Edge gegen die Terrororganisation Hamas, um ein Ende der Raketenangriffe aus dem Gazastreifen herbeizuführen.[14][15]

### Mittwoch, 9. Juli 2014
- Jakarta/Indonesien: Präsidentschaftswahl in Indonesien 2014

### Donnerstag, 10. Juli 2014
- Tokio/Japan: Der Taifun Neoguri trifft die japanische Insel Honshu. Dabei ist es zu massiven Überschwemmungen gekommen, hunderte Flüge sind ausgefallen und mindestens eine Person kam um.[16]

### Freitag, 11. Juli 2014
- Manila/Philippinen: Zum ersten Mal zeigt ein Impfstoff gegen das Dengue-Fieber Erfolge.[17]

### Sonntag, 13. Juli 2014

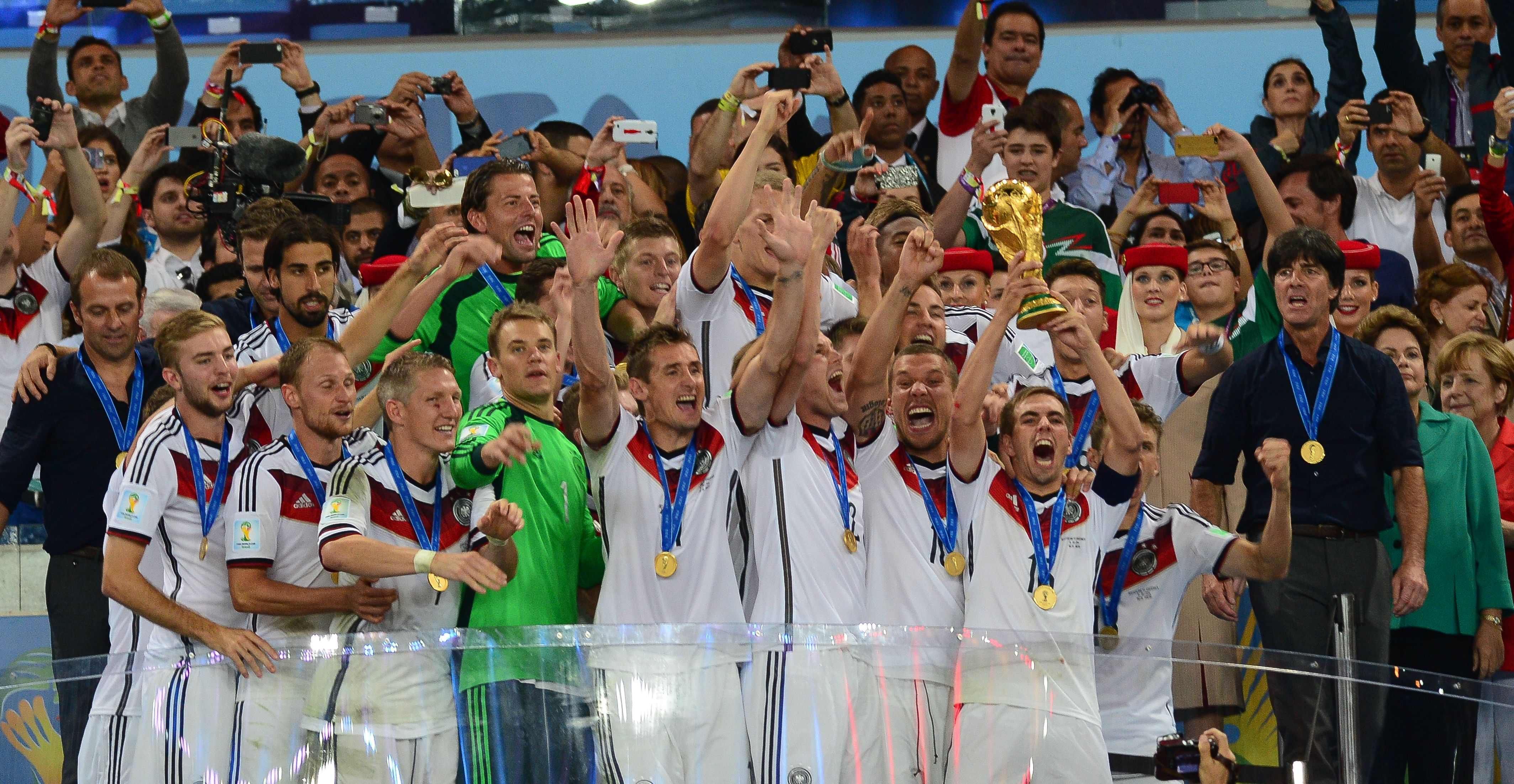
Die deutsche Fußballnationalmannschaft bei der Siegerehrung nach dem Finale der Fußball-WM

- Ljubljana/Slowenien: Die Parlamentswahl in Slowenien 2014 findet statt.
- Rio de Janeiro/Brasilien: Im Finale der 20. Fußball-Weltmeisterschaft gewinnt die deutsche Fußballnationalmannschaft mit 1:0 gegen Argentinien und wird zum vierten Mal Weltmeister.

### Montag, 14. Juli 2014
- Tripolis/Libyen: Rivalisierende schwer bewaffnete Milizen greifen den Tripoli International Airport an, der nach dem Bürgerkrieg in Libyen 2011 von den Sintan-Brigaden kontrolliert wird. Der Flughafen musste gesperrt werden. Nach Angaben der libyschen Regierung sind 90 Prozent aller Flugzeuge sowie der Tower beschädigt.[18][19]
- York/Vereinigtes Königreich: Die Generalsynode der Church of England beschließt, Frauen künftig für das Bischofsamt zuzulassen.[20]

### Dienstag, 15. Juli 2014
- Fortaleza/Brasilien: Die Regierungschefs von Brasilien, Russland, Indien, China und Südafrika kommen zum 6. BRICS-Gipfeltreffen zusammen. Seit 2013/14 sehen sich die BRICS-Staaten dem Abfluss von Anlagekapital ausgesetzt. Auf dem Gipfel wird ein Reservefonds der BRICS vereinbart, der mit einem Kapital von 100 Mrd. US-Dollar startet.
- Straßburg/Frankreich: Das Europäische Parlament wählt den Luxemburger Jean-Claude Juncker (EVP) mit 422 von 751 Stimmen als Nachfolger von José Manuel Barroso zum neuen Präsidenten der Europäischen Kommission.[21]

### Mittwoch, 16. Juli 2014
- Brüssel/Belgien: Der Europäische Rat spricht sich wegen der Krise in der Ukraine auf seinem Gipfeltreffen für weitere Sanktionen gegen Russland aus. Demnach soll die Europäische Investitionsbank (EIB) keine weiteren Finanzierungsmaßnahmen für Projekte in Russland mehr unterstützen.[22]
- Den Haag/Niederlande: Ein Zivilgericht (Rechtbank) erklärt den niederländischen Staat am Massaker von Srebrenica 1995 für mitschuldig und damit zivilrechtlich verantwortlich.[23]

### Donnerstag, 17. Juli 2014

Flugroute von Malaysia-Airlines-Flug 17

- Hrabowe/Ukraine:  Eine Boeing 777-200ER des Malaysia-Airlines-Fluges 17 stürzt in der Ostukraine ab.[24] An Bord des Flugzeugs befanden sich 283 Passagiere (darunter 189 Niederländer) und 15 Besatzungsmitglieder.[25][26][27] Das Flugzeug wurde nach Aussage des ukrainischen Innenministeriums mit einer Flugabwehrrakete vom Typ Buk M1 (NATO-Code SA-11 Gadfly) abgeschossen. Die Region wurde zu dieser Zeit bereits von der Krise in der Ukraine überschattet.
- Palmyra/Syrien: Kämpfer der Terrororganisation Islamischer Staat (IS) greifen östlich von Palmyra das Erdgasfeld an und töten 90 Soldaten, Sicherheitspersonal und Arbeiter der Anlagen.[28]

### Freitag, 18. Juli 2014
- Witu/Kenia: Bei einem Überfall der islamistischen al-Shabaab mit Schnellfeuergewehren auf einen Reisebus und ein Polizeifahrzeug werden sieben Menschen getötet, darunter vier Polizisten.[29]

### Samstag, 19. Juli 2014
- Dresden/Deutschland: Bei einem schweren Verkehrsunfall auf der Bundesautobahn 4 mit zwei Reisebussen aus Polen und der Ukraine und einem Kleinbus sterben zehn Menschen, zudem werden über 39 schwer verletzt.
- Mossul/Irak: Die dschihadistisch-salafistische Terrororganisation Islamischer Staat (IS) zwingt mit einem Ultimatum tausende christliche Einwohner zu einem Exodus einer der ältesten christlichen Gemeinden im Irak. Flüchtlingen seien an Checkpoints ihre Wertsachen abgenommen worden. Die Häuser der zuletzt rund 25.000 Christen in der Stadt sind mit einem N für Nasara, einen im Koran verwendeten Begriff für Christen markiert.[30]

### Sonntag, 20. Juli 2014
- Pensacola/Vereinigte Staaten: Ein Geschworenengericht im US-Bundesstaat Florida verurteilt den US-Tabakkonzern R. J. Reynolds Tobacco Company zu einer Schadenersatzzahlung von 16 Millionen US-Dollar an die Witwe eines 1996 an Lungenkrebs gestorbenen Rauchers sowie zu einer Strafzahlung von 23,6 Milliarden US-Dollar, da der Tabakkonzern es absichtlich unterlassen habe, diesen darüber aufzuklären, dass Rauchen Lungenkrebs verursacht und Nikotin hochgradig süchtig macht, obwohl diese Wirkung dem Unternehmen bekannt war. Reynolds bezeichnet die Höhe der Strafe als maßlos überzogen und kündigt an, das Urteil anfechten zu wollen.[31][32][33]

### Montag, 21. Juli 2014
- Boston/Vereinigte Staaten: Azamat Taschajakow wird wegen Strafvereitelung im Anschluss an den Anschlag auf den Boston-Marathon im April 2013 schuldig gesprochen.[34]

### Dienstag, 22. Juli 2014
- Austin/Vereinigte Staaten: Der US-Bundesstaat Texas unter Führung des Gouverneurs Rick Perry (GOP) ordnet die Entsendung von rund 1000 Soldaten der Texas Army National Guard (Teil der Nationalgarde der Vereinigten Staaten) zur Sicherung der Grenze zwischen den Vereinigten Staaten und Mexiko an. Begründet wird diese Maßnahme mit der zunehmenden illegalen Einwanderung von Migranten aus El Salvador, Guatemala und Honduras, darunter seit Oktober 2013 insgesamt rund 57.000 Kinder und Jugendliche ohne Begleitung eines Erwachsenen.[35]
- Jakarta/Indonesien: Der bisherige Gouverneur der Hauptstadt Jakarta, Joko Widodo (PDI-P) ist zum Sieger der Präsidentschaftswahl erklärt worden. Nach dem amtlichen Ergebnis erhielt er 53,15 Prozent der Stimmen. Sein Gegner Prabowo Subianto (Gerindra) erhielt 46,85 Prozent der Stimmen.[36]
- London/Vereinigtes Königreich: Das Kinderhilfswerk der Vereinten Nationen (UNICEF) gibt bei einem Gipfeltreffen („Girl Summit 2014“) in London bekannt, dass weltweit mehr als 700 Millionen Frauen im Mädchenalter zwangsverheiratet wurden, davon 250 Millionen Frauen im Alter bis 15 Jahre. Zudem sind weltweit 130 Millionen Frauen von der Genitalverstümmelung betroffen. Diese Praktik ist demnach in 29 arabischen und afrikanischen Ländern weiterhin Tradition.[37][38]

### Mittwoch, 23. Juli 2014
- Brazzaville/Republik Kongo: In der kongolesischen Hauptstadt einigten sich die Konfliktparteien in der benachbarten Zentralafrikanischen Republik auf die Einstellung der Kampfhandlungen. Zu den 40 Unterzeichnern gehören auch die Vertreter des Bündnisses Séléka und der Anti-Balaka-Milizen.[39]
- Kiew/Ukraine: Der Nationale Sicherheits- und Verteidigungsrat der Ukraine gibt den Verlust von zwei Erdkampfflugzeugen vom Typ Suchoi Su-25 bekannt. Die beiden Maschinen sollen mit Flugabwehrraketen von russischem Territorium aus in einer Höhe von 5200 Metern abgeschossen worden sein. Die Piloten konnten sich mit dem Schleudersitz retten.[40]
- Magong/Taiwan: Bei dem Versuch einer Notlandung auf den Inlandsflughafen von Magong stürzt ein von Kaohsiung kommendes Turboprop-Regionalverkehrsflugzeug vom Typ ATR-72-212A der TransAsia Airways mit dem Kennzeichen B-22810 bei schlechten Wetterbedingungen ab. Von den 58 Insassen (54 Passagiere und 4 Besatzungsmitglieder) kommen 47 ums Leben.[41]
- Sofia/Bulgarien: Der seit 29. Mai 2013 in einer sozialliberalen Minderheitsregierung amtierende bulgarische Ministerpräsident Plamen Orescharski tritt zurück und macht den Weg für vorgezogene Parlamentswahlen am 5. Oktober 2014 frei.[42]

### Donnerstag, 24. Juli 2014
- Bagdad/Irak: Das irakische Parlament wählt den Kurden Fuad Masum mit 211 zu 17 Stimmen als Nachfolger von Dschalal Talabani zum neuen Staatspräsidenten.[43]
- Beit Hanun/Palästinensische Autonomiegebiete: Bei einem Artillerieangriff der israelischen Verteidigungsstreitkräfte auf eine von den Vereinten Nationen betriebene Schule im Gazastreifen werden 15 Menschen, darunter sieben Kinder, getötet und mehrere verletzt.[44][45] Bislang sind über 170.000 Menschen im Gazastreifen zum Schutz in Schulen des Hilfswerk der Vereinten Nationen für Palästina-Flüchtlinge im Nahen Osten (UNRWA) geflohen.[46]
- Gao/Mali: 50 Minuten nach dem Start ist eine McDonnell Douglas MD-83 der Air Algérie – geleast von der spanischen Swiftair – auf dem Flug AH5017 von Ouagadougou nach Algier nahe der Stadt Gao abgestürzt.[47] In dem Gebiet herrschten zu diesem Zeitpunkt schwere Gewitter.[48] An Bord befanden sich 110 Fluggäste und 6 Besatzungsmitglieder.[49]
- Jerusalem/Israel: Reuven Rivlin (Likud) tritt die Nachfolge von Schimon Peres im Amt des Staatspräsidenten von Israel an.[50]
- Kiew/Ukraine: Der ukrainische Ministerpräsident Arsenij Jazenjuk (AVV) ist nach dem Bruch der Mehrparteienkoalition wegen der Uneinigkeit zu mehreren Wirtschaftsgesetzen zurückgetreten. Die kleineren Parteien UDAR und Swoboda erklärten zuvor ihren Rückzug aus der Koalition.[51]
- Straßburg/Frankreich: Der Europäische Gerichtshof für Menschenrechte (EGMR) hat den Staat Polen wegen der illegalen Inhaftierung von zwei Terrorverdächtigen für den US-Auslandsnachrichtendienst CIA für schuldig befunden. Der staatenlose Palästinenser Zayn Al-Abidin Muhammad Husayn und der saudische Bürger Abd Al Rahim Hussayn Muhammad Al Nashiri befinden sich weiterhin im Gefangenenlager der Guantanamo Bay Naval Base. Der EGMR sah es als erwiesen an, dass beide Häftlinge von 2001 bis 2003 in der Black Site in Stare Kiejkuty gefoltert wurden (sogenannte „Enhanced interrogation techniques“).[52][53]
- Tadschi/Irak: Bei einem Angriff von Selbstmordattentätern sowie mehreren Bewaffneten auf einen Gefangenentransport von Tadschi nach Bagdad werden mindestens 54 Häftlinge getötet.[54]

### Freitag, 25. Juli 2014
- Bischkek/Kirgisistan: Der von 2005 bis 2010 amtierende kirgisische Staatspräsident Kurmanbek Bakijew ist wegen der gewaltsamen Niederschlagung von regierungsfeindlichen Protesten im April 2010, bei der 77 Menschen ums Leben kamen, von einem Gericht in Abwesenheit zu lebenslanger Haft verurteilt worden. Bakijew lebt seit April 2010 im Exil in Belarus. Sein Bruder Schanibek Bakijew, der frühere Chef des staatlichen Personenschutzes, wurde zu einer lebenslangen Haftstrafe und sein Sohn Maxim Bakijew wegen Geldwäsche zu einer 10-jährigen Haftstrafe verurteilt.[55]
- Syrien: Ein erster Hilfskonvoi der Vereinten Nationen nach der UN-Resolution 2165, koordiniert vom Amt für die Koordinierung humanitärer Angelegenheiten (OCHA), überquert mit neun Lastwagen von der Türkei aus die Grenze zum Bürgerkriegsland Syrien. Er soll die Zivilbevölkerung in Aleppo und Idlib mit Nahrungsmitteln, Zelten und Equipment zur Wasseraufbereitung versorgen.[56]

### Samstag, 26. Juli 2014
- ar-Raqqa/Syrien: Im Bürgerkrieg in Syrien hat die dschihadistisch-salafistische Terrororganisation Islamischer Staat (IS) nach Angaben der Syrischen Beobachtungsstelle für Menschenrechte (SOHR) in ar-Raqqa rund 35 km östlich der Tabqa-Talsperre einen Militärstützpunkt der 17. Division der syrischen Armee angegriffen. Dabei sterben mindestens 50 Regierungssoldaten und 28 IS-Kämpfer.[57]
- Brüssel/Belgien: Der Rat der Europäischen Union hat mit der Verordnung (EU) Nr. 269/2014 weitere restriktive Maßnahmen angesichts von Handlungen, die die territoriale Unversehrtheit, Souveränität und Unabhängigkeit der Ukraine untergraben oder bedrohen, gegen 15 Personen sowie 18 Organisationen und Unternehmen in Russland, auf der annektierten Krim und in der Ukraine erlassen; darunter sind mehrere Mitglieder des Sicherheitsrates der Russischen Föderation sowie der tschetschenische Präsident Ramsan Kadyrow.[58]

### Sonntag, 27. Juli 2014
- Bengasi/Libyen: Bei Kämpfen zwischen Einheiten des abtrünnigen Generalmajors Chalifa Haftar und der salafistischen Miliz Ansar al-Scharia sind 38 Menschen getötet worden.[59]
- Tripolis/Libyen: Aufgrund der anhaltenden Kämpfe in der Hauptstadt und besonders am Flughafen wurde die US-Botschaft mit Luftnahunterstützung evakuiert. 78 Mitarbeiter der Botschaft, geschützt durch rund 80 schwer bewaffnete US-Marineinfanteristen, wurden nach Tunesien gebracht. Mehrere europäische Staaten haben ihre Bürger zur Ausreise aus Libyen aufgefordert.[60]
- Kolofata/Kamerun: Im Département Mayo-Sava hat die islamistische Terrororganisation Boko Haram bei einem Angriff auf das Haus des stellvertretenden Ministerpräsidenten Amadou Ali dessen Frau entführt und mindestens drei Menschen getötet.[61]

### Montag, 28. Juli 2014
- Canberra/Australien: Die australische Regierung unter Premierminister Tony Abbott genehmigt das geplante Carmichael-Kohlebergwerk der indischen Adani-Group (benannt nach Gautam Adani) im Bundesstaat Queensland. Das Bergbauprojekt kostet 16,5 Milliarden australische Dollar (11,5 Milliarden Euro) und soll eine Fördermenge von jährlich rund 60 Millionen Tonnen Kohle ermöglichen. Über den Seehafen in Abbot Point soll die Kohle nach Indien verschifft werden.[62]
- Den Haag/Niederlande: Der Ständige Schiedshof (PCA) spricht den ehemaligen Aktionären des 2006 für bankrott erklärten russischen Erdölkonzern Yukos eine Entschädigungssumme durch den russischen Staat von insgesamt 50 Milliarden US-Dollar (umgerechnet 37,2 Milliarden Euro) zu.[63][64]
- Gazastreifen/Palästinensische Autonomiegebiete: Bei einem Raketeneinschlag auf einen Spielplatz des an der Mittelmeerküste befindlichen Flüchtlingscamps Al-Schati sind mindestens acht Kinder ums Leben gekommen.[65]
- Jerusalem/Israel: Die israelischen Verteidigungsstreitkräfte fordern die Zivilbevölkerung der Orte Dschabaliya, Schedschaija und Zeitoun im Gazastreifen über SMS-Mobilfunknachrichten auf, aus den Orten zu fliehen. Zuvor sind bei einem palästinensischen Angriff mit Mörsergranaten mindestens vier Israelis getötet worden.[66]
- Monrovia/Liberia: Wegen der sich ausbreitenden Ebola-Epidemie ordnet Präsidentin Ellen Johnson Sirleaf die Schließung fast aller Landesgrenzen an und verbietet öffentliche Veranstaltungen. Ausgenommen seien nur der streng kontrollierte internationale Flughafen Monrovia, der Flughafen Monrovia-Spriggs Payne sowie die drei wichtigsten Grenzübergänge.[67]
- Tripolis/Libyen: Bei den Kämpfen rivalisierender Milizen ist rund 10 km vor der Hauptstadt eine Rakete in einen rund sechs Millionen Liter fassenden Treibstofftank der National Oil Corporation (NOC) eingeschlagen und hat ihn in Brand gesetzt. Das Feuer ist unterdessen nach Angaben des Ölkonzerns „außer Kontrolle“ geraten. Weitere Öl- und Gastanks könnten nach Angaben des NOC-Sprechers Mohammed Al-Hrari explodieren, darunter auch ein angrenzender Erdgasspeicher mit insgesamt mehr als 90 Millionen Litern Fassungsvermögen.[68]

### Dienstag, 29. Juli 2014
- Tokio/Japan: Die Walfangflotte des Institute of Cetacean Research gibt bekannt, im Pazifik 90 Seiwale und 25 Brydewale erlegt zu haben.[69]
- Zürich/Schweiz: Die Schweizer Großbank UBS einigt sich mit der Staatsanwaltschaft Bochum in Deutschland zum Vorwurf der Beihilfe zur Steuerflucht. UBS zahlt danach eine Strafe von 300 Millionen Euro. Die seit 2012 bestehenden Ermittlungen gründeten unter anderem auf eine Steuersünder-CD mit den Namen von rund 550 wohlhabenden Kunden in Deutschland.[70][71]

### Mittwoch, 30. Juli 2014
- Ambegaon/Indien: Nach tagelangem Monsunregen ist durch einen Erdrutsch ein Großteil des Dorfes Malin im Distrikt Pune zerstört worden. Mindestens 20 Menschen kommen dabei ums Leben, weitere 150 Bewohner werden noch vermisst.[72][73]
- Bengasi/Libyen: Die salafistische Miliz Ansar al-Scharia erobert den Militärstützpunkt der libyschen Spezialeinsatzkräfte „as-Sa'iqa“ unter Oberst Wanis Abu Khamada südöstlich von Bengasi, die sich zurückziehen müssen. Mindestens 35 Soldaten kommen bei den Kämpfen ums Leben.[74][75]
- Eastbourne/Vereinigtes Königreich: Der Pier wird bei einem Brand weitgehend zerstört.[76]
- Stockholm/Schweden: Die Schwedische Akademie nimmt mit dem Wort hen ein neutrales Personalpronomen in die Wörterliste auf und führt damit ein geschlechtsneutrales Personalpronomen in die schwedische Sprache ein.[77]
- Yarkant/China: Bei Auseinandersetzungen zwischen Uiguren und Han-Chinesen werden mehrere Menschen getötet. Staatliche Medien berichten von einer mit Messern und Äxten bewaffneten Menge von Uiguren, die eine Polizeistation angegriffen haben sollen. Der Weltkongress der Uiguren erklärte, es seien 20 Menschen getötet worden.[78]

### Donnerstag, 31. Juli 2014
- Budapest/Ungarn: Mit einem 1:0-Sieg gegen Portugal gewinnt die deutsche Nationalmannschaft der Junioren die U-19-Fußball-Europameisterschaft.

## Weblinks

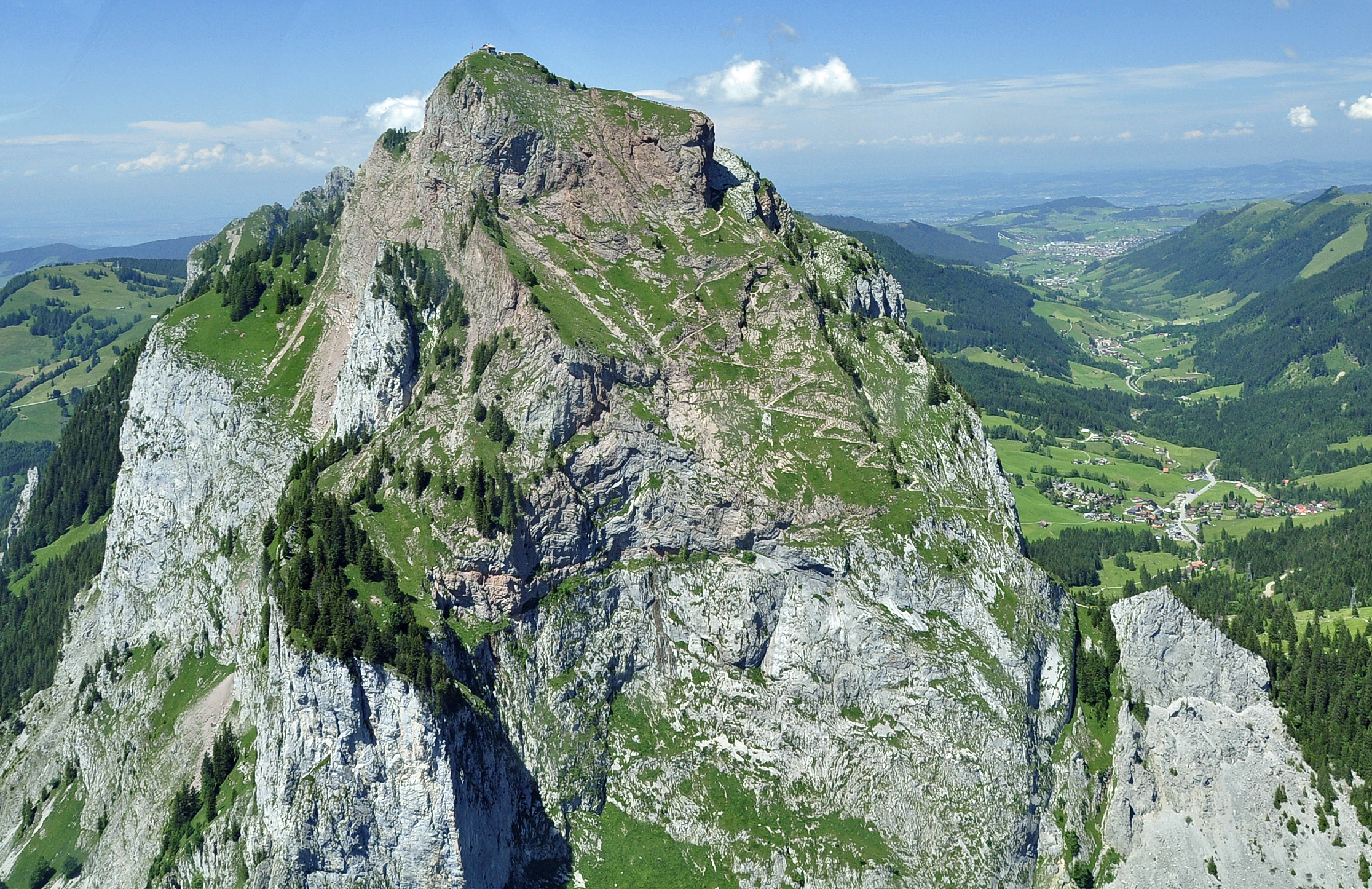
Kanton Schwyz im Juli 2014